# Ilanz/Glion
Ilanz/Glion é uma comuna da Suíça, situada na região de Surselva, no cantão de Grisões. Tem 133,48 km² de área e sua população em 2018 foi estimada em 4.753 habitantes.
Foi criada em 1 de janeiro de 2014, a partir da fusão das antigas comunas de Castrisch, Ilanz, Ladir, Luven, Pitasch, Riein, Ruschein, Schnaus, Sevgein, Duvin, Pigniu, Rueun e Siat.